# Stångören (vid Österreitas, Korpo)
Stångören är en ö i Finland. Den ligger i Skärgårdshavet och i kommunen Pargas i den ekonomiska regionen  Åboland i landskapet Egentliga Finland, i den sydvästra delen av landet. Ön ligger omkring 44 kilometer sydväst om Åbo och omkring 180 kilometer väster om Helsingfors. 
Öns area är 2,2 hektar och dess största längd är 330 meter i sydöst-nordvästlig riktning. I omgivningarna runt Stångören växer i huvudsak barrskog. Runt Stångören är det glesbefolkat, med 8 invånare per kvadratkilometer. Närmaste större samhälle är Nagu, 12,4 km öster om Stångören.